# Bartholomaeus Fichtenberger
Bartholomaeus Fichtenberger (ur. ok. 1530, zm. 1592) – niemiecki malarz, mistrz i członek starszyzny cechu malarskiego we Wrocławiu, czynny w tym mieście w II połowie XVI w.
Współautor ołtarza głównego katedry we Wrocławiu, dla którego wykonał w 1591 r. malowidła na skrzydłach ołtarzowych. Przedstawiają one historię życia św. Jana Chrzciciela i portrety Ojców Kościoła: (św. Ambrożego, św. Augustyna, św. Grzegorza Wielkiego i św. Hieronima). Zlecenie to otrzymał od katolickiego biskupa wrocławskiego Andreasa von Jerina, pomimo tego, że był wyznania protestanckiego. Choć był członkiem cechu wrocławskiego ponad 30 lat (w latach 1561–1592), a mistrzem cechowym od 1585 r., to bezsprzeczne autorstwo tego twórcy stwierdzono wyłącznie dla jednego dzieła – wyżej wspomnianego ołtarza. Być może wykonał też portret Andreasa von Jerina znajdujący się współcześnie w kolekcji Muzeum Archidiecezjalnego. 